# Macadelic
Macadelic to siódmy mixtape amerykańskiego rapera Maca Millera. Album został udostępniony do darmowego ściągnięcia.

## Opis
Miller na tej kompilacji odbiega od tematów, które poruszał w poprzednim tak dużym wydaniu, jakim był mixtape Best Day Ever. Jak sam twierdzi, przestał myśleć o tym, jaką muzykę powinien nagrywać, a zaczął mówić to co chciał powiedzieć.
W piosence "Loud" został użyty sampel z piosenki The Beatles – "Lucy in the Sky with Diamonds", a "1 Threw 8" z piosenki "Fantasy", zespołu The xx. Instrumentalista Warm Speakers, pozwał również Millera za użycie jego melodii w piosence "Fuck 'Em All".

## Lista utworów
1. "Love Me As I Have Loved You"
2. "Desperado"
3. "Loud"
4. "Thoughts from a Balcony"
5. "Aliens Fighting Robots" (gościnnie The Cool Kids)
6. "Vitamins"
7. "Fight the Feeling" (gościnnie Kendrick Lamar, Iman Omari)
8. "Lucky Ass Bitch" (gościnnie Juicy J)
9. "The Mourning After"
10. "1 Threw 8"
11. "Ignorant" (gościnnie Cam’ron)
12. "The Question" (gościnnie Lil Wayne)
13. "Angels (When She Shuts Her Eyes)"
14. "Sunlight" (gościnnie Iman Omari)
15. "Clarity"
16. "America" (gościnnie Casey Veggies, Joey Bada$$)
17. "Fuck 'Em All"